# Qiuxiang Jiang
Qiuxiang Jiang (kinesiska: 秋香江) är ett vattendrag i Kina. Det ligger i provinsen Guangdong, i den södra delen av landet, omkring 140 kilometer öster om provinshuvudstaden Guangzhou.
Genomsnittlig årsnederbörd är 2 205 millimeter. Den regnigaste månaden är maj, med i genomsnitt 525 mm nederbörd, och den torraste är oktober, med 13 mm nederbörd.